# Georg von Heiden
Georg von Heiden (* im 16. Jahrhundert; † im 17. Jahrhundert) war Domherr in Münster.

## Leben
Georg Freiherr von Heiden wurde als Sohn des Dietrich von Heiden zu Bruch und dessen Gemahlin Hermanna von Hörde zu Boke geboren. Am 11. Dezember 1589 verzichtete Bernhard von Heiden zu seinen Gunsten auf die münstersche Dompräbende. Mit der Aufschwörung auf die Geschlechter Heiden-Plettenberg, Hörde und Hoberg kam er in deren Besitz. Am 7. Juni 1591 verzichtete er zu Händen des Turnars Dietrich von Plettenberg. Dieser vergab sie an Dietrich Kettler. Georg wurde 1591 in den Reichsfreiherrnstand erhoben und heiratete Anna Katharina von Ketteler zu Mellrich. Aus der Ehe gingen die Kinder Friedrich und Gottfried hervor.